# Перемикання мозку
«Перемикання мозку» (англ. Mind Switch) — науково-фантастичний роман американського письменника Деймона Найта. Події роману розгортаються навколо двох осіб, репортера Paris-Soir та розумним іншопланетянином у Берлінському зоопарку, після того, як їх свідомості перемістилися до тіл одне одного внаслідок невдалого експерименту з подорожі в часі.
Скорочена версія роману була опублікована в журналі «Гелексі» в квітні 1963 року під назвою «Відвідувач зоопарку». У 1966 році надрукований під назвою «Інша нога».
Деймон Найт назвав цей роман своїм улюбленим серед власних книг.

## Сюжет
У 2002 році Берлінський зоопарк набуває новий екземпляр: «Фріца», двоногого з «планети Брехта». Фріц розумний, охоронці ставляться до нього з домішкою ввічливості та зневаги; його тримають на виставці з іншою (імовірно, жіночою) двоногою, і вони обоє зобов’язані заробляти на життя, переписуючи касети, зроблені дослідниками, про їх планету. Одного разу Мартін Наумчик, людина чоловічої статі, відвідує зоопарк, внаслідок чого його особистість та особистість двоногих змінюються місцями. Зміна свідомостей — це ненавмисний наслідок експерименту подорожі в часі, який відбувається в іншому місці. Решта роману розгортаєтьмя навколо двох героїв, коли вони приходять до свого нового тіла та нових відчуттів. Мартін швидко усвідомлює деградацію того, що він у зоопарку, тоді як Фріц змушений справлятися з життям у заплутаному та загрозливому чужому для себе суспільстві. Мартін безуспішно намагається переконати своїх викрадачів, що він ув’язнений у тілі двоногого; двоногий, у тілі Мартіна, зрештою вступає в контакт з колегами Мартіна та його коханою, і йому вдається продовжувати життя Мартіна.
Роман також іронічно розкриває тему сексуальної ідентичності. Оскільки Фріц має пахові залозами, які нагадують людські чоловічі, він вважається чоловіком. Але виявляється, що орган не має нічого спільного з розмноженням: Фріц — самка, а менший примат, з яким він ділить клітку, — самець. Для розмноження самка агресивно відкушує яйцеподібну ручку з лобка самця, який містить сперму. Мартін (у тілі Фріца) та читач дізнаються про це лише наприкінці роману, коли його охоплює пристрасть та відбувається статтевий акт.

## Відгуки

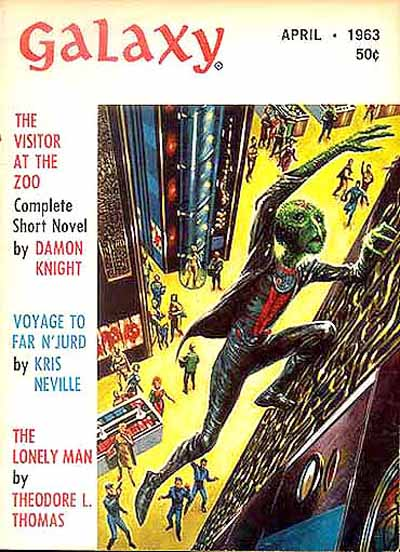
«Відвідувач зоопарку» спочатку був опублікований у квітневому номері 1963 року «Гелексі сайнс фікшн»

Джудіт Мерріл вважала початок роману багатообіцяючим, але дійшла висновку, що «продемонструвавши інтригуюче вплив їх нових тіл на двох розумних і доброзичливих істот [Найт] просто зупинився, на тому, що, здавалося [б], початком історії». П. Шуйлер Міллер розкритикував роман, описавши сюжет як «передбачуваний» і характеризуючи стиль написання Найта як «нетиповий і збудливий».
Академік Даглас Робіллард високо оцінив манеру, в якій Найт ілюстрував багато своїх тем, заявивши, що «Найт у своїй казці демонструє величезну винахідливість, здатну витримати набагато довший роман чи навіть іншу книгу». Шон Макартур зазначив, що «Перемикання мозку» «зачіпає готичні настрої набагато тонші», ніж інші романи Найта, залучаючи «тему екзистенціалізму» до вивчення обміну титулами.